# Klontjebuurt
Klontjebuurt is een buurt in de plaats Vriescheloo in de Nederlandse gemeente Westerwolde. De buurt telt ongeveer 100 inwoners.
Klontjebuurt is een buurtschap in het oosten van het dorp Vriescheloo rond een voormalig café waar veel bedrijvigheid van het dorp was geconcentreerd. De naam is vermoedelijk rond 1900 ontstaan.
Tot 2018 behoorde Klontjebuurt tot de gemeente Bellingwedde, die de buurt karakteriseerde als een belangrijk cultuurhistorisch element en als een overblijfsel van een oud nederzettingspatroon. De Ploegschilder Johan Dijkstra schilderde in 1962 een dorpsgezicht van Klontjebuurt met de oude wagenmakerij. Het schilderij "Stelmakerij Dijkmeijer" bevindt zich in de collectie van het Museum de Oude Wolden in Bellingwolde.
In 2013 kreeg de buurt plaatsnaamborden. Op recente topografische kaarten wordt de buurt dan ook vermeld.

## Herkomst van de naam
De naam Klontjebuurt zou wijzen op een hecht buurtverband: bewoners die samenklonteren. Ook Marum had een Klontjebuurt. Klontjebuurt was tevens een spotnaam voor Ter Apelkanaal. K. ter Laan wijst er in dit verband op dat de naam in het algemeen wordt gegeven aan een minder aanzienlijke streek. Volgens een inwoonster van de Klontje(s)buurt was de naam nu juist een verwijzing naar een zekere welstand: de bewoners zouden rijk genoeg geweest zijn om een klontje in de koffie te betalen.